# Lilium (groupe de rock)
Pour les articles homonymes, voir Lilium (homonymie).
Lilium est un groupe de rock franco-américain fondé par le bassiste Français Pascal Humbert. Ce groupe peut être associé au genre du Denver Sound.

## Historique
Le projet musical de Pascal Humbert remonte à 1984 alors qu'il participe à Paris au groupe Passion Fodder. Il part à Los Angeles en Californie en 1992, et s'associe avec le percussionniste Jean-Yves Tola (également de Passion Fodder) et le chanteur et guitariste américain David Eugene Edwards, jouant alors tous trois au sein de 16 Horsepower. Le trio collabore à différents ensembles de la région de Denver. Pascal Humbert qui continue à travailler sur le projet Lilium, décide avec Jean-Yves Tola d'enregistrer leur premier album sous ce nom avec Transmission of All the Goodbyes en 2000, projet principalement expérimental et musical. Le second album, basé sur les musiques folkloriques américaines, date de 2003 et est intitulé Short Stories auquel ont participé également comme invités David Eugene Edwards, Kal Cahoone, Daniel McMahon, Jim Kalin, et Dana Colley et Billy Conway du groupe Morphine.
Après la séparation de 16 Horsepower en 2005, Lilium devient le projet principal de Pascal Humbert qui accueille officiellement au sein de la formation Bruno Green à la guitare et Kal Cahoone au chant. Pascal Humbert participe également au groupe Woven Hand à partir de 2007 après s'être de nouveau rapproché de David Eugene Edwards. En 2010, Lilium publie son troisième album Felt avec Pascal Humbert et Bruno Green, Jean-Yves Tola ayant décidé de quitter le groupe.

## Discographie
- 2000 : Transmission of All the Good-Byes
- 2003 : Short Stories
- 2010 : Felt